# 12002 Зюсс
12002 Зюсс (12002 Suess) — астероїд головного поясу, відкритий 19 березня 1996 року.
Тіссеранів параметр щодо Юпітера — 3,218.